# Katowice Podlesie Dąbrowa
Katowice Podlesie Dąbrowa – przystanek kolejowy w Katowicach, w dzielnicy Podlesie, w województwie śląskim, w Polsce. 
29 lipca 2022 roku ogłoszono przetarg na budowę przystanku wraz z trzema innymi na terenie Katowic w ramach prac pod nazwą „Przygotowanie alternatywnego połączenia aglomeracyjnego Tychy – Katowice Murcki – Katowice Ligota linią kolejową nr 142”. Przystanek powstał w ramach rządowego programu budowy lub modernizacji przystanków kolejowych na lata 2021–2025. Jego budowę ukończono w listopadzie 2023 roku.